# Tetsunosuke Kushida
Tetsunosuke Kushida (jap. 櫛田 胅之扶, Kushida Tetsunosuke, * 1935 in der Präfektur Kyōto, Japan) ist ein japanischer Komponist.
Er studierte an der Kyōto Kyōiku Daigaku („Pädagogische Hochschule Kyōto“) Mathematik und bei Tadashi Fukumoto Komposition. Nach Absolvierung seiner Diplome ergänzte er seine Studien bei Nagomi Nakaseko und dem Filmmusik-Komponisten Nakaba Takahashi. Als Mitglied der Komponisten-Gruppe Tsu-ku-ru in Kyōto partizipierte er an dem Austausch mit seinen Komponisten-Kollegen und er startete mit seinen breitgefächerten kompositorischen Aktivitäten. Aufgewachsen in einer sehr musikalischen Familie ist der mit dem ursprünglichen Instrumentarium und der authentischen japanischen Musik sehr vertraut.
Nachdem er den Ongaku-no-Tomo-sha-Corporation-Preis für Komposition 1969 für sein Werk Stone Garden gewonnen hatte, vervollständigte er seine Studien der Komposition für Blasorchester bei Paul Yoder und Ichitaro Tsujii. Der erste Dirigent seiner Komposition Asuka, Tsujii hatte sicherlich auch großen Einfluss auf Kushida's Werke für Blasorchester.
Er war Gast-Professor an der Ōsaka Ongaku Daigaku („Musikhochschule Ōsaka“, engl. Osaka College of Music) und referierte über Japanese Traditional Music and Wind Music. Im März 1997 hielt er unter dem gleichen Titel in Hiroshima und Okayama Vorlesungen und veranstaltete anschließende Konzerte mit dem Symphonic Wind Orchestra of Nagoya University of Arts.
Er begründete ein Musikprojekt in Kyōto: „Gosho-no-Mori“, ein Zentrum für musikalische Aktivitäten.

## Werke

### Werke für Blasorchester
- 1969/1994 Asuka
- 1969 Ishi-no-Niwa Overture
- 1969 Rock Garden Overture
- 1973 Sagano-ni-yoseru-Nisho Suite
- 1975 Inner Galaxy
- 1978 Collage for Band on Folk Song from Tohoku District
  1. Lento moderato
  2. Allegro assai
- 1980 Legends on Fire
- 1980 San-Ka Overture
- 1981 A Love Song
- 1982 Hi-Ten Overture
- 1982 The Cloud Overture
- 1983 Reflection
- 1983 The Sky Over The Ikaruga Village Overture for Band
- 1984 Figurations for Shakuhachi (Bamboo Flute) and Band
- 1997 Ikaruga
  1. Mahoroba
  2. Yumedono
  3. Satobito no Odori
  4. Ikaruga
- A Flying Maiden for Shakuhachi (Bamboo Flute) and Band
- Autumn in Heian-Kyo
- Bugaku
- Clouds in Collage
- Foojin – Ryjin
- Folk Songs from the Tohoku District
- Genroku
- Kagerohi „Shimmering Air“
- Kaze No Katarai
- La Feria
- Ritual Fire
- Ritual Legend
- Snow-Moon-Flower
- Steps by Starlight – 1st Suite for Band
  1. The Milky Way
  2. The Scorpion
  3. Cygnus
- The Clouds Add Colors

### Werke für Zupforchester
- Utsuriyuku Kisetsu no Kaori ni Tone poem
- Sinfonia for Koto, Shamisen, Shakuhachi and Mandolin orchestra

### Werke für Harfen-Ensemble
- Quiet Side Path for Harp Ensemble and Narrator
- Night in the Glass für Harfen-Ensemble
- Ondine's Night für Harfen-Ensemble
- Omohi – „Thoughts“ für Harfen-Ensemble

| Personendaten    | Personendaten                       |
| ---------------- | ----------------------------------- |
| NAME             | Kushida, Tetsunosuke                |
| ALTERNATIVNAMEN  | 櫛田 胅之扶 (japanisch)             |
| KURZBESCHREIBUNG | japanischer Komponist und Professor |
| GEBURTSDATUM     | 1935                                |
| GEBURTSORT       | Präfektur Kyōto, Japan              |